# Michael König (Schauspieler)
Michael König (* 26. März 1947 in München) ist ein deutscher Schauspieler und Hörspielsprecher.

## Leben
Michael König absolvierte eine Ausbildung auf der Otto-Falckenberg-Schule in München. Sein erstes Theaterengagement erhielt er 1966 an den Münchner Kammerspielen, dorthin kehrte er auch immer wieder zurück. Ab 1970 gehörte König zum Kern des Ensembles der Berliner Schaubühne. Er wirkte dort in zahlreichen Inszenierungen unter Peter Stein, Andrea Breth und anderen mit. Die Salzburger Festspiele waren 2002 eine weitere Station seiner Theaterkarriere, heute ist Michael König Ensemblemitglied am Burgtheater in Wien.
Zwischen den Theaterrollen spielte er mittlerweile in mehr als 50 Fernseh- und ungezählten Hörfunkproduktionen mit, darunter als Commissario Brunetti in den Hörspielfassungen der ersten Brunetti-Romane von Donna Leon. Daneben wirkte er auch als Synchronsprecher.
Von 2009 bis 2023 spielte Michael König den Bürgermeister und Großhotelierbesitzer Peter Herbrechter in Die Bergwacht (Die Bergretter).

## Privates
Er ist verheiratet mit Claudia König (geb. Schaeffer) und hat eine Tochter aus erster Ehe mit der 2021 verstorbenen Schauspielerin Grischa Huber sowie vier Kinder aus zweiter Ehe.

## Auszeichnungen
1970 wurde Michael König mit dem Bundesfilmpreis für seine Rolle des Lenz in dem gleichnamigen Film von George Moorse ausgezeichnet.

## Filmografie (Auswahl)
- 1970: Piggies – Regie: Peter Zadek
- 1970: Niklashauser Fart
- 1970: San Domingo
- 1971: Lenz
- 1971: Rio das Mortes
- 1976: Sommergäste
- 1982: Die Flügel der Nacht – Regie: Hans Noever
- 1983: Bolero – Regie: Rüdiger Nüchtern
- 1984: Mann ohne Gedächtnis – Regie: Kurt Gloor
- 1984: Bali
- 1985: Nachtgelächter – Regie: Dagmar Damek
- 1986: Das Totenreich – Regie: Karin Brandauer
- 1986: Süchtig – Regie: Manfred Grunert
- 1986: Das ganz helle Licht – Regie: Dagmar Damek
- 1987: Das Wasser des Lebens
- 1988: Der Angriff – Regie: Theodor Kotulla
- 1989: Roter Vogel – Regie: Dagmar Damek
- 1992: Die Antigone des Sophokles nach der Hölderlinschen Übertragung für die Bühne bearbeitet von Brecht
- 1996: Kleine Semmeln
- 1998–2002: Café Meineid (Fernsehserie)
- 1997: Widows
- 1999–2003: Julia – Eine ungewöhnliche Frau (Fernsehserie, 58 Folgen)
- 1999: Requiem für eine romantische Frau
- seit 2003: München 7  (Fernsehserie, 10 Folgen)
- 2004: Der neunte Tag
- 2005: Tatort: Atemnot (Fernsehreihe)
- 2005: Der Bulle von Tölz: Der Zuchtbulle
- 2005–2007: Der Fürst und das Mädchen (Fernsehserie)
- 2006: Unter anderen Umständen
- 2007: Vorne ist verdammt weit weg
- 2008–2011: Der Kaiser von Schexing
- 2009–2023: Die Bergretter / Die Bergwacht (Fernsehserie)
- 2009–2010: Kommissar LaBréa (Krimiserie, drei Folgen)
- 2009: Der Bergdoktor (Fernsehserie, Folge 2x03)
- 2010: Seine Mutter und ich
- 2010: SOKO Kitzbühel (Fernsehserie)
- 2010: Ein Fall für Zwei (Fernsehserie)
- 2011: Die Schäferin
- 2011: Klarer Fall für Bär – Gefährlicher Freundschaftsdienst
- 2011: Tatort: Lohn der Arbeit (Fernsehreihe)
- 2012: Tatort: Kein Entkommen (Fernsehreihe)
- 2012: Die Garmisch-Cops (Fernsehserie)
- 2013: Just Married – Hochzeiten zwei
- 2013: Die Landärztin – Vergissmeinnicht (Fernsehreihe)
- 2014: Göttliche Funken

## Hörspiele
- 1980: Anthony J. Ingrassia: Fame – Berühmt – Regie: Götz Naleppa (Hörspiel – RIAS Berlin)
- 1991: Daniil Charms: Die alte Frau – Regie: Ulrich Gerhardt (Hörspiel – SFB/SDR)
- 2006: Christoph Prochnow nach Stefan Zweig: Der Amokläufer – Regie: Ulrike Brinkmann (Kriminalhörspiel – DKultur)